# 科尔尼永-孔富克斯
科尔尼永-孔富克斯（法語：Cornillon-Confoux，法語發音：[kɔʁnijɔ̃ kɔ̃fuks]）是法国罗讷河口省的一个市镇，属于伊斯特尔区。

## 地理
科尔尼永-孔富克斯（43°33'45"N, 5°4'18"E）面积14.95 平方千米，位于法国普罗旺斯-阿尔卑斯-蓝色海岸大区罗讷河口省，该省份为法国东南部沿海省份，北起沃克吕兹省，西接加尔省，南濒地中海，东临瓦尔省。
与科尔尼永-孔富克斯接壤的市镇（或旧市镇、城区）包括：格朗斯、朗松普罗旺斯、米拉马斯、圣沙马。
科尔尼永-孔富克斯的时区为UTC+01:00、UTC+02:00（夏令时）。

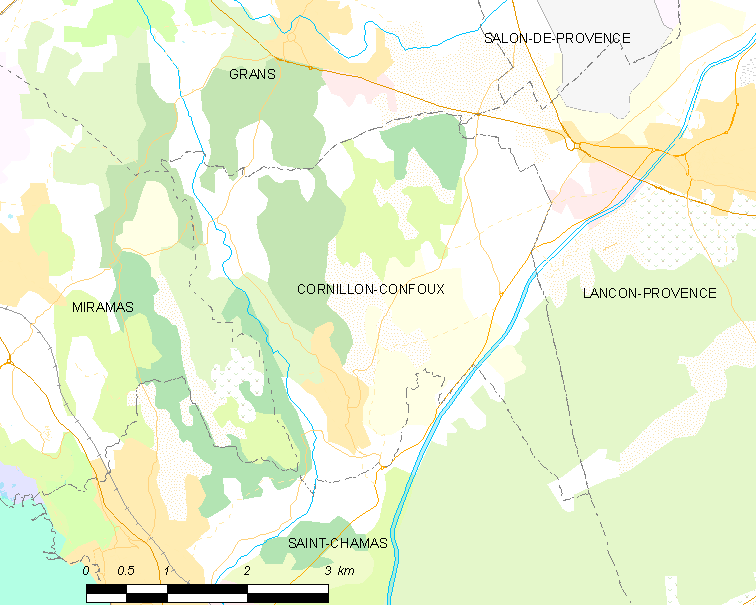
科尔尼永-孔富克斯的OSM定位图

## 行政
科尔尼永-孔富克斯的邮政编码为13250，INSEE市镇编码为13029。

## 政治
科尔尼永-孔富克斯所属的省级选区为贝尔莱唐县。

## 人口

1962-2008年间科尔尼永-孔富克斯人口变化图示

科尔尼永-孔富克斯于2022年1月1日时的人口数量为1619人。